# 狭基蹄盖蕨
狭基蹄盖蕨（学名：Athyrium mehrae）为蹄盖蕨科蹄盖蕨属下的一个种。

## 扩展阅读
維基物種上的相關：狭基蹄盖蕨